# Gentiane amère
Gentianella amarella
Espèce
Classification phylogénétique
La Gentiane amère (Gentianella amarella) est une espèce de plantes herbacées annuelle ou bisannuelle de la famille des Gentianacées.

## Description
Plante à tige érigée ramifiée aux extrémités, aux feuilles basales en rosettes, aux feuilles caulinaires ovales lancéolées, aux fleurs bleu-pourpre foncé, roses ou blanchâtres.

## Caractéristiques
Organes reproducteurs
- Type d'inflorescence : verticille d'ombelles
- Répartition des sexes : hermaphrodite
- Type de pollinisation : entomogame, autogame
- Période de floraison : août à octobre

Graine
- Type de fruit: capsule
- Mode de dissémination : barochore

Habitat et répartition
- Habitat type : pelouses basophiles médioeuropéennes occidentales, mésohydriques, psychrophiles
- Aire de répartition : eurasiatique

Données d'après: Julve, Ph., 1998 ff. - Baseflor. Index botanique, écologique et chorologique de la flore de France. Version : 23 avril 2004. 